# Zachary Quinto
Pour les articles homonymes, voir Quinto.
Zachary Quinto, né le 2 juin 1977 à Pittsburgh, en Pennsylvanie, est un acteur et producteur américain.
Il est notamment connu grâce au rôle de Sylar dans la série Heroes, de Spock dans la trilogie Star Trek (2009-2016) et pour ses rôles récurrents dans la série d'anthologie American Horror Story.

## Biographie

### Enfance et formations
Zachary Quinto est né le 2 juin 1977 à Pittsburgh. Il grandit dans le quartier de Green Tree. Il entre à l'école Saints Simon and Jude Catholic School. Sa mère, Margaret J. « Margo » (née McArdle), travaille à la société d'investissement et, plus tard, au bureau du magistrat. Son père, Joseph John « Joe » Quinto, est barbier. En 1984, ce dernier meurt de cancer,. Avec son frère Joe, il est élevé par sa mère,. Il grandit catholique. Son père est d'origine italienne et sa mère, d'origine irlandaise,.
En 1995, il est diplômé au Central Catholic High School (Pittsburgh), où il avait participé à la comédie musicale et gagné le prix Gene Kelly du meilleur acteur dans un second rôle. Il intègre l'école de théâtre de l'université Carnegie-Mellon, dont il sort diplômé en 1999,.

### Débuts télévisuels et révélation (années 2000)
Zachary Quinto commence le théâtre avant de se faire connaître sur le petit écran avec quelques apparitions dans plusieurs séries (Charmed, 24 heures chrono, Lizzie McGuire).
C'est de 2006 à 2010 qu'il connait véritablement le succès avec le rôle du tueur en série Gabriel Gray (Sylar) dans la célèbre série Heroes. La série est cependant annulée au bout de quatre saisons en raison d'une baisse d'audience.

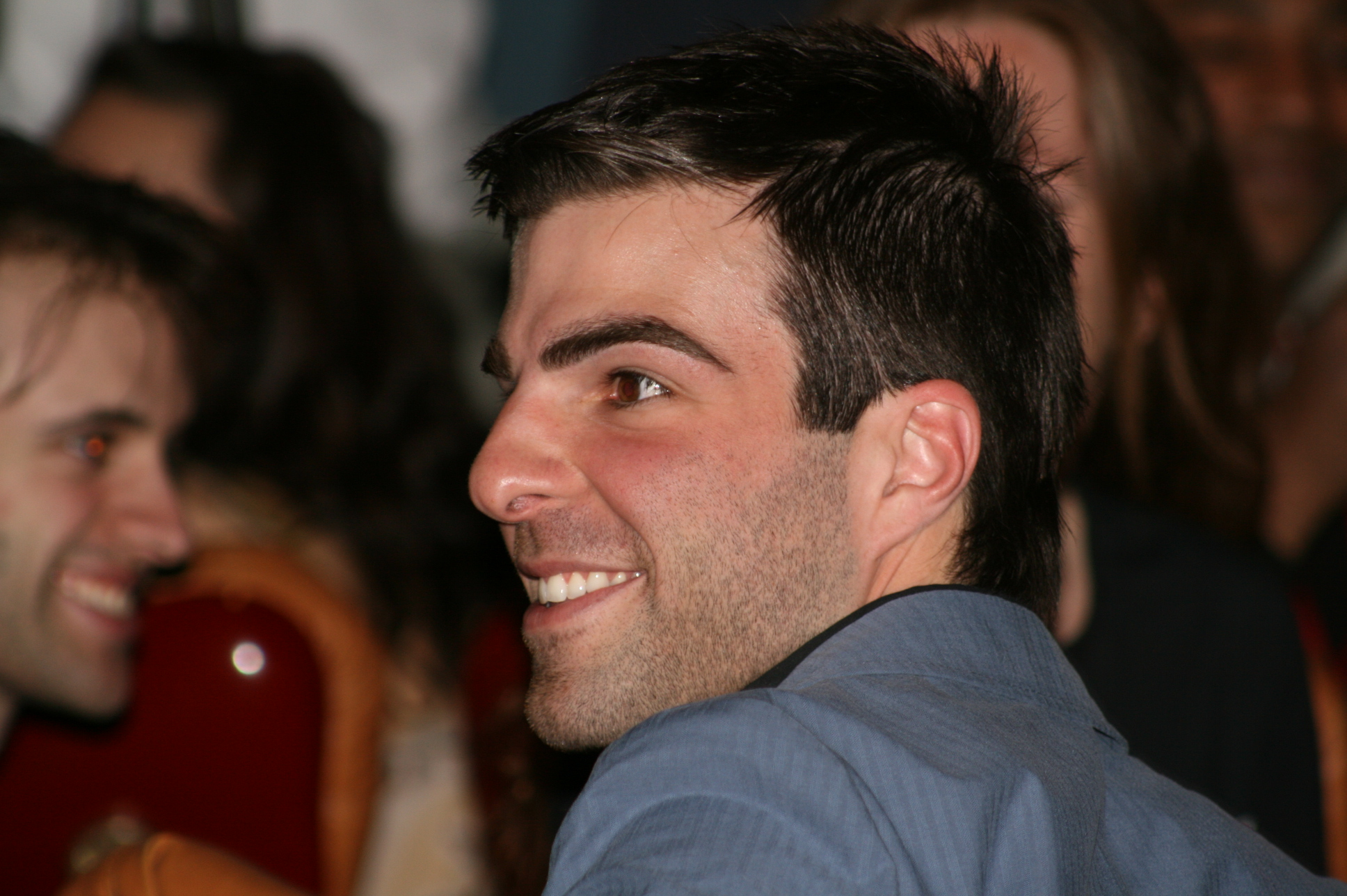
L'acteur en juin 2007 au Festival Jules Verne à Paris, pour la promotion de Heroes.

Côté cinéma, son rôle du charismatique Sylar se fait remarquer et ainsi la présence de Zachary Quinto dans le nouveau film de la série Star Trek est officiellement annoncée lors du Comic-Con de 2007. Il est choisi par le réalisateur J. J. Abrams pour le rôle de Spock, succédant ainsi à Leonard Nimoy qui a été jusque-là le seul acteur à interpréter le personnage depuis les années 1960. Dans ce nouveau film qui reprend les bases de la série originale, Zachary Quinto joue un jeune Spock tiraillé par ses émotions et rencontrant un James T. Kirk (Chris Pine) fougueux et inexpérimenté, loin d'être le célèbre capitaine de l’Enterprise tel que nous le connaissons. Ce renouveau de la licence Star Trek apporta à Quinto une certaine célébrité, le film ayant été un franc succès. Son frère, Joe Quinto, joue également dans le film en tant que Romulien faisant partie de l'équipage du vaisseau Narada.

### Diversification (années 2010)

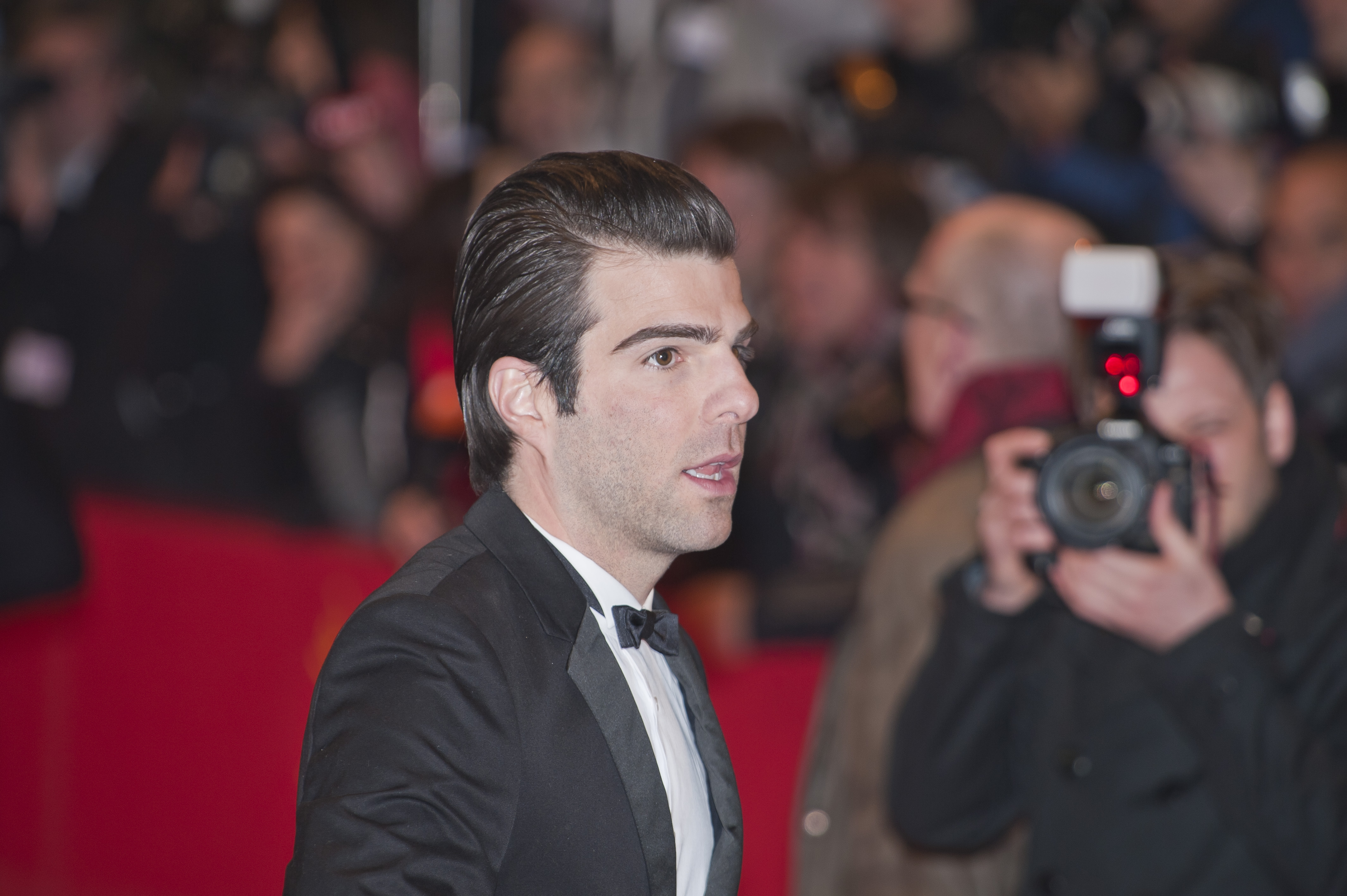
L'acteur à la première de Margin Call à la Berlinale 2011.

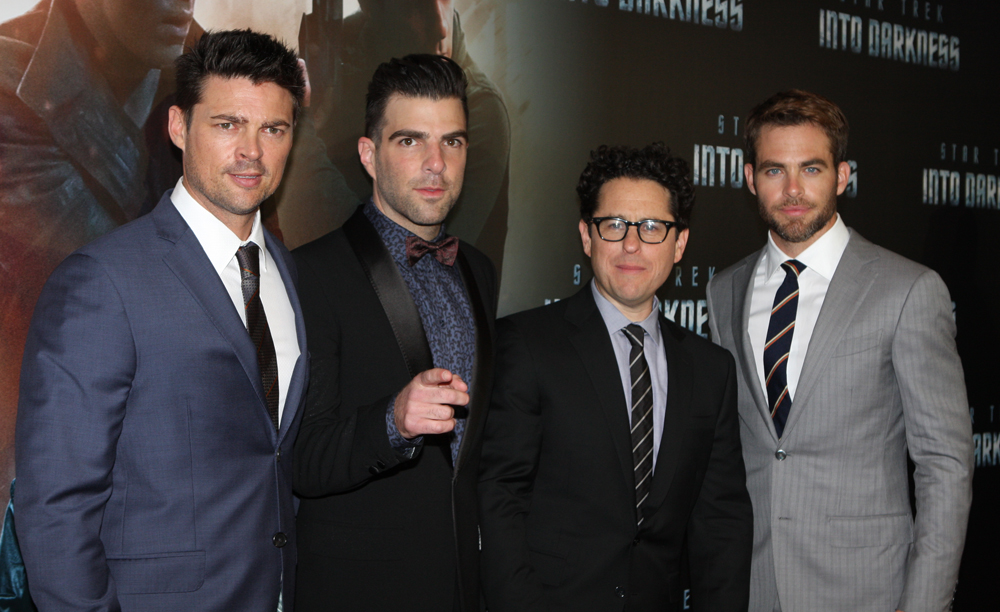
L'acteur avec l'équipe de Star Trek Into Darkness, à la première australienne du film, en avril 2013.

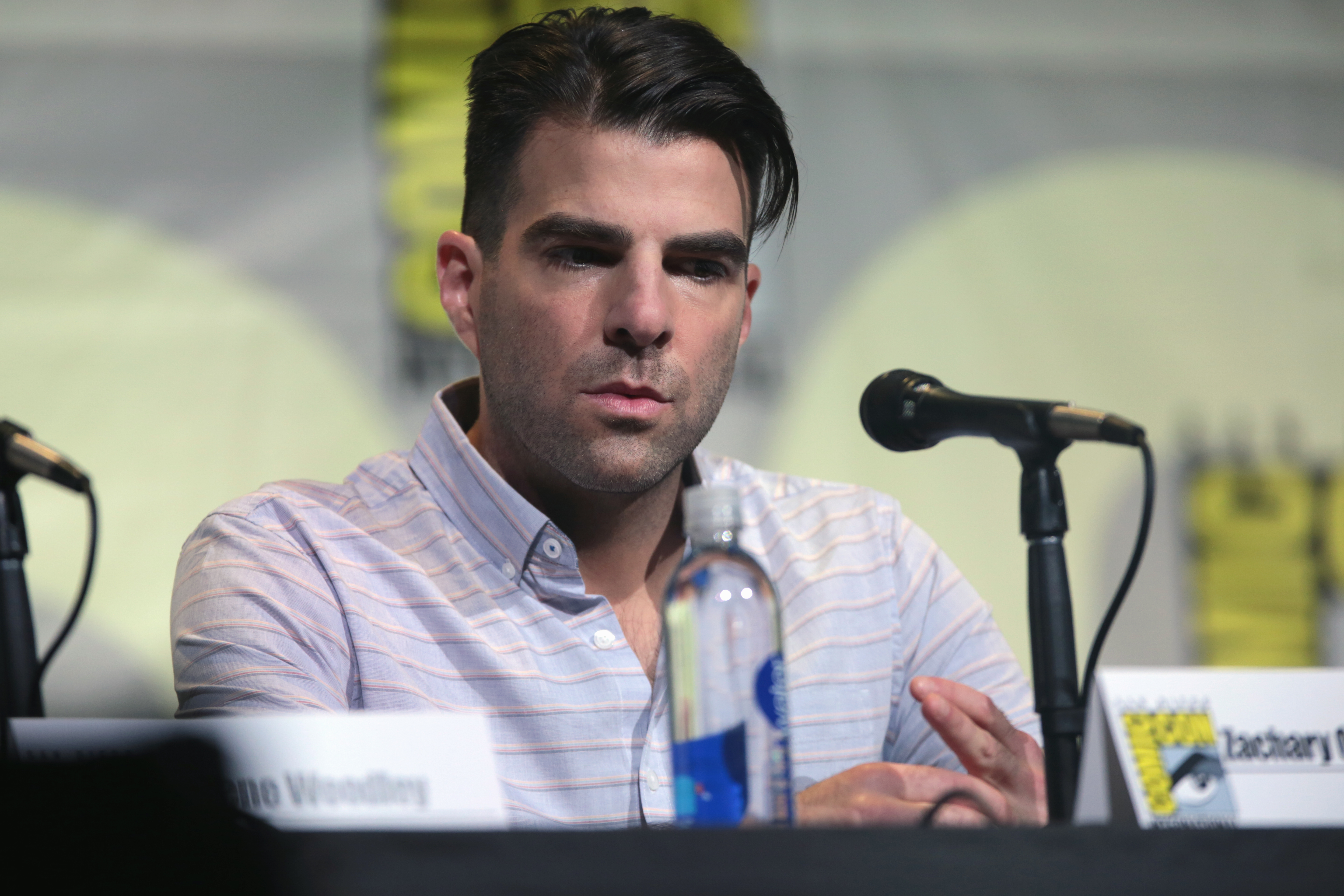
L'acteur au Comic-Con de San Diego en 2016, pour la promotion de Snowden.

En parallèle à ses activités d'acteur, l'acteur se joint à ses amis Corey Moosa et Neal Dodson pour créer la maison de production Before the Door Pictures. Ils produisent en 2010 un film indépendant Margin Call, de J.C Chandor. Ce huis clos financier suit un groupe de traders la nuit avant le krach de Wall Street. Zachary Quinto y joue d'ailleurs le rôle de Peter Sullivan aux côtés de Demi Moore, Kevin Spacey, Paul Bettany et Jeremy Irons. Le film est présenté au festival du film de Sundance en janvier 2011. Before the Door Pictures produit également All Is Lost, du même réalisateur, film en pleine mer cette fois-ci avec Robert Redford comme unique tête d'affiche. Ces films sont acclamés par la critique.
En tant qu'acteur Quinto se fait remarquer dans des rôles au théâtre, notamment dans Angels in America de Tony Kushner jouée au Signature Theater à New York d'octobre 2010 à février 2011. L'acteur joue Louis Ironson, rôle principal, et est récompensé par le Theatreworld Outstanding Debut Performance Award.
En revanche, ses deux films de 2011 passent inaperçus : Girl Walks into a Bar, écrit et réalisé par Sebastian Gutierrez et Sex List, de Mark Mylod, porté par le tandem Anna Faris / Chris Evans.
En 2011, il rejoint le casting de la nouvelle série American Horror Story, créée par Ryan Murphy et Brad Falchuk. Il y joue Chad, un homosexuel mort qui hante les nouveaux habitants de sa demeure. Il revient dans la saison 2 dans un rôle plus important. Il incarne cette fois le mystérieux Dr Thredson. Son interprétation lui vaut le Critics' Choice Television Award du meilleur acteur dans une mini-série ou un téléfilm en 2013.
En 2013, il peut compter sur le rôle de Spock pour la suite Star Trek Into Darkness, un nouveau succès critique et commercial. Sur les planches, il tient le rôle de Tom Wingfield dans la pièce de Tennessee Williams, La Ménagerie de verre. La pièce est un succès et se joue du 23 septembre au mois de février 2014.
L'année 2015 est marquée par la sortie de plusieurs projets :  il porte le rôle de l'agent John Smith dans Agent 47, une nouvelle adaptation du jeu vidéo Hitman. Puis il joue dans le drame de Justin Kelly, I am Michael, aux côtés de James Franco. L'histoire est celle d'un militant homosexuel devenu prêtre anti-gay. Enfin, il fait partie du large casting du biopic Snowden consacré par Oliver Stone au controversé informaticien avec le duo Joseph Gordon-Levitt / Shailene Woodley. Enfin, il revient à la télévision pour la mini-série The Slap, il s'agit d'une adaptation américaine d'une fiction australienne qui raconte les conséquences d'une gifle donné à un enfant qui va entraîner une réaction en chaîne dramatique.
Ces projets l'empêchent de participer à la série dérivée Heroes Reborn. Il confie par la suite son regret de ne pas avoir pu prendre part au projet.
En 2016, il est à l'affiche du blockbuster Star Trek : Sans limites, cette fois réalisé par Justin Lin. Il est aussi au casting du drame Tallulah, de Sian Heder, disponible exclusivement sur la plateforme Netflix.
En avril 2017, il tient le premier rôle du drame psychologique Aardvark (en), écrit et réalisé par Brian Shoaf. Il y donne la réplique à deux acteurs révélés par la télévision, Jenny Slate et Jon Hamm. Puis il fera partie du large casting réuni par Drew Pearce pour son thriller de science-fiction Hotel Artemis.

### Vie privée

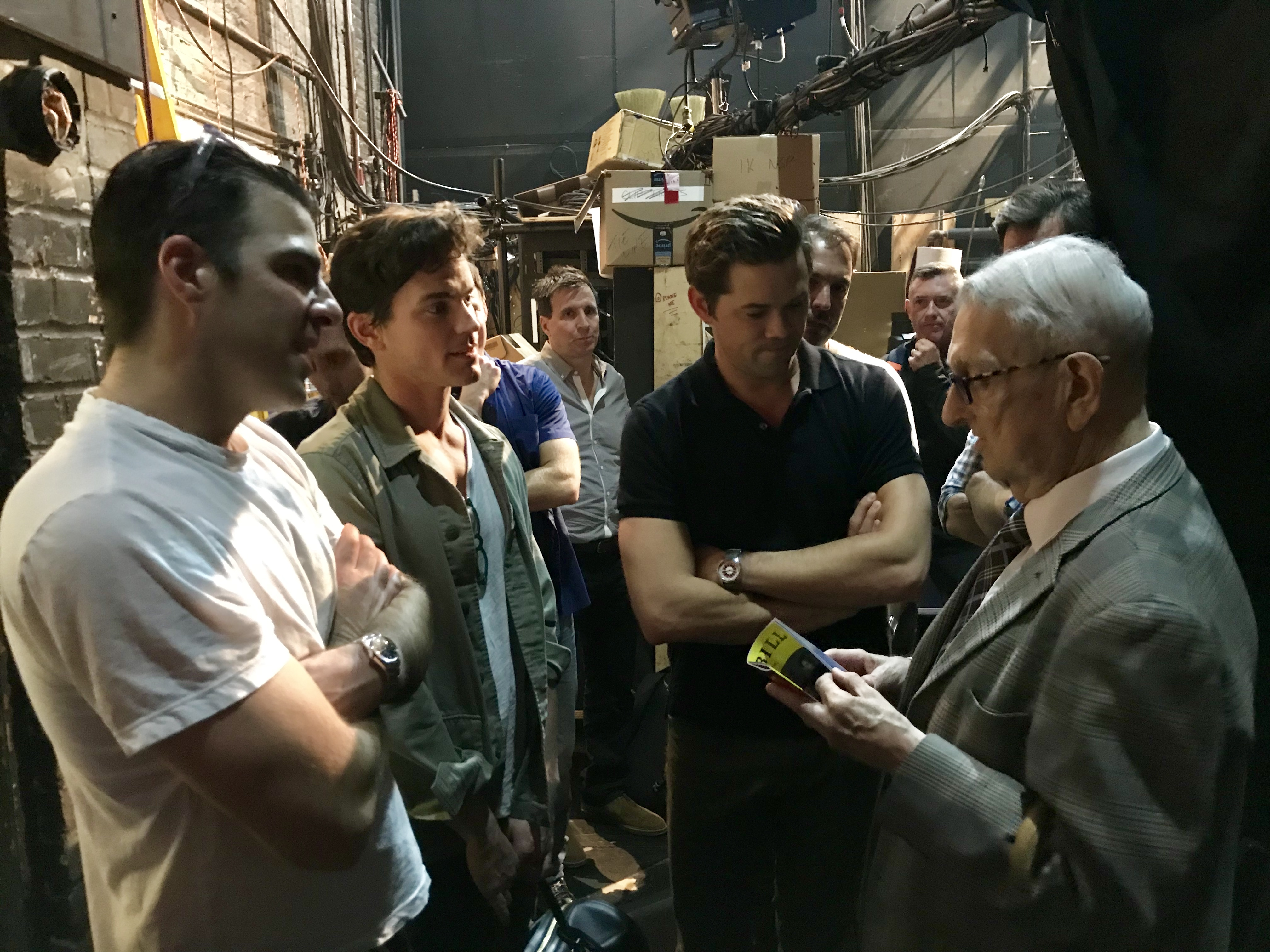
Avec les acteurs Matthew Bomer et Andrew Rannells en mai 2018, durant la production de la comédie musicale The Boys in the Band.

Le 16 octobre 2011, l'acteur évoque son homosexualité pour la première fois lors d'un entretien donné au New York Magazine et revient sur Angels in America, pièce de théâtre dans laquelle il interprète un homme dont le petit ami est atteint du sida.
Il a eu une liaison avec Jesse Tyler Ferguson. Il a été en couple avec Jonathan Groff, mais leur relation a pris fin en juillet 2013. Fin août 2014, il poste une photographie de son compagnon le top-model Miles McMillan (en), sur son compte Instagram. En 2019, les deux hommes se séparent, après une relation qui aura duré six ans.
Il est également un ami de Matthew Bomer, qu'il connaît depuis l'université Carnegie-Mellon.

## Filmographie

### Cinéma
- 2009 : Boutonniere de Coley Sohn : Michael Paul David (court-métrage)
- 2009 : Hostage : A Love Story de Hank Nelsen : l'homme au pistolet (court-métrage)
- 2009 : Star Trek de J. J. Abrams : Spock
- 2010 : Before After I et II de Victor Quinaz (court-métrage)
- 2011 : Last Guy on Earth de Hank Nelsen : l'homme (court-métrage)
- 2011 : Margin Call de J. C. Chandor : Peter Sullivan
- 2011 : Girl Walks into a Bar de Sebastian Gutierrez : Nick
- 2011 : Sex List de Mark Mylod : Rick
- 2012 : Dog Eat Dog de Sian Heder : Oliver (court-métrage)
- 2012 : Periods. de Victor Quinaz et d'Anna Martemucci : lui-même (court-métrage)
- 2013 : Star Trek Into Darkness de J. J. Abrams : Spock
- 2014 : The Future Perfect de Nick Citton : Greenwood (court-métrage)
- 2014 : We'll Never Have Paris de Simon Helberg et Jocelyn Towne : Jameson
- 2015 : Hitman: Agent 47 d'Aleksander Bach : l'agent John Smith
- 2015 : I Am Michael de Justin Kelly : Bennett
- 2015 : Snowden d'Oliver Stone : Glenn Greenwald
- 2016 : Star Trek : Sans limites (Star Trek Beyond) de Justin Lin : Spock
- 2016 : Tallulah de Sian Heder : Andreas
- 2017 : Aardvark (en) de Brian Shoaf : Josh Norman
- 2017 : The Lavender Scare de Josh Howard : Dennis Flinn (voix)
- 2018 : Hotel Artemis de Drew Pearce : Crosby Franklin
- 2019 : High Flying Bird de Steven Soderbergh : David Starr
- 2020 : The Boys in the Band de Joe Mantello : Harold
- 2024 : Long Distance (Distant) de Josh Gordon et Will Speck : L.E.O.N.A.R.D. (voix)

### Télévision
- 2000 : Les Médiums : Tony
- 2001 : Les Anges du bonheur : Mike
- 2001 : Les Experts : Mitchell Sullivan
- 2001-2002 : Sexe et Dépendances : Smudge (saison 1, épisode 21 et saison 2, épisode 1)
- 2001 : Lizzie McGuire : le réalisateur de pub
- 2001 : Haunted : Paul Kingsley
- 2002 : Espions d'État : Jay Lambert
- 2002 : Six Feet Under : l'étudiant en art (saison 3)
- 2002 : Charmed : Warlock (saison 5, épisode 18)
- 2002 : Miracles : le messager
- 2003-2004 : 24 heures chrono : Adam Kaufman (23 épisodes, saison 3)
- 2003-2004 : Dragnet : Howard Simms
- 2003-2004 : Hawaii : Loomis
- 2003-2004 : Le Monde de Joan : le cinéaste prétentieux (saison 2)
- 2005 : Blind Justice : Scott Collins (saison 1)
- 2006 : Preuve à l'appui : Leo Fulton Jr. (saison 5)
- 2006 : Twins : un acteur
- 2006 : So NoTORIous : Sasan (saison 1)
- 2006-2010 : Heroes : Gabriel Gray / Sylar (rôle récurrent)
- 2008 : Robot Chicken : voix de Sylar (saison 3, épisode 17)
- 2011 : American Horror Story : Murder House : Chad (rôle récurrent)
- 2012-2013 : American Horror Story : Asylum : Dr Oliver Thredson, alias Bloody Face (rôle principal)
- 2015 : La Gifle : Harry
- 2015 : Girls : Ace (2 épisodes)
- 2015 : Hannibal (2 épisodes)
- 2019 : Unbreakable Kimmy Schmidt : Eli Rubin
- 2019-2020 : NOS4A2 : Charlie Manx
- 2020 : Little America : le professeur (saison 1, épisode 4)
- 2022 : Cool Attitude, encore plus cool : Barry Leibowitz-Jenkins (voix originale)
- 2022 : American Horror Story: NYC : Sam (rôle principal)
- 2023 : American Horror Story: Delicate : le présentateur des Gotham Awards (saison 12, épisode 2 - non crédité)
- 2024 : Brilliant Minds : Dr. Oliver Wolf

## Distinctions

### Récompenses

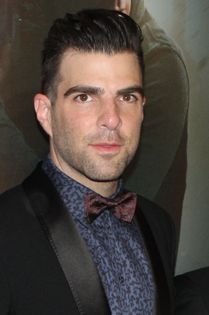
L'acteur à l'avant-première de Star Trek Into Darkness à Sydney en 2013.

- TV Land Awards 2007 : Lauréat du Prix Future Classic Award dans une série télévisée de science-fiction pour Heroes (2006-2010) partagé avec Masi Oka, Leonard Roberts, Noah Gray-Cabey, Santiago Cabrera, Jack Coleman, Tim Kring (Créateur/Producteur exécutif), Dennis Hammer (Producteur exécutif) et Allan Arkush (Producteur exécutif).
- 30e cérémonie des Boston Society of Film Critics Awards 2009 : Meilleure distribution dans un film de science-fiction pour Star Trek (2009) partagée avec Chris Pine, Zoe Saldana, Karl Urban, Leonard Nimoy, John Cho, Simon Pegg, Anton Yelchin, Ben Cross, Eric Bana, Clifton Collins Jr., Bruce Greenwood, Jennifer Morrison, Chris Hemsworth, Winona Ryder, Tyler Perry et Faran Tahir.
- Hollywood Film Awards 2009 : Lauréat du Prix Spotlight dans un film de science-fiction pour Star Trek (2009).
- 1re cérémonie des Denver Film Critics Society Awards 2010 : Meilleure distribution dans un film de science-fiction pour Star Trek (2009) partagée avec Chris Pine, Zoe Saldana, Karl Urban, Leonard Nimoy, John Cho, Simon Pegg, Anton Yelchin, Ben Cross, Eric Bana, Clifton Collins Jr., Bruce Greenwood, Jennifer Morrison, Chris Hemsworth, Winona Ryder, Tyler Perry et Faran Tahir.
- Tina Awards 2011 :
  - Meilleur acteur pour la pièce de théâtre pour Angels in America (2011).
  - Meilleur casting pour la pièce de théâtre pour Angels in America (2011) (partagé).
  - Meilleur duo pour la pièce de théâtre pour Angels in America (2011) partagé avec Christian Borle.
- 27e cérémonie des Independent Spirit Awards 2012 :
  - Meilleur film pour Margin Call (2011) partagé avec Joe Jenckes (Producteur), Neal Dodson (Producteur), Michael Benaroya (Producteur), J. C. Chandor (Réalisateur), Robert Ogden Barnum (Producteur) et Corey Moosa (Producteur).
  - Lauréat du Prix Robert Altman pour Margin Call (2011) partagé avec J. C. Chandor (Réalisateur), Tiffany Little Canfield (Directrice de casting), Bernard Telsey (Directeur de casting), Penn Badgley, Simon Baker, Paul Bettany, Jeremy Irons, Mary McDonnell, Demi Moore, Kevin Spacey et Stanley Tucci.
- 3e cérémonie des Critics' Choice Television Awards 2013 : Meilleur acteur dans un second rôle dans une mini-série ou un téléfilm pour American Horror Story: Asylum (2011).
- 2013 : Gold Derby Awards du meilleur acteur dans un second rôle dans une mini-série ou un téléfilm pour American Horror Story: Asylum (2011).
- 2013 : Elliot Norton Awards de la meilleure distribution dans une pièce de théâtre pour La Ménagerie de verre (2013).
- 2013 : Online Film & Television Association du meilleur acteur dans un second rôle dans une mini-série ou un téléfilm pour American Horror Story: Asylum (2011).
- 2015 : FilmOut San Diego du meilleur acteur dans un second rôle dans un drame biographique pour I Am Michael (2015).
- 43e cérémonie des Saturn Awards 2017 : Meilleur acteur dans un second rôle dans un film de science-fiction pour Star Trek : Sans limites (2016).

### Nominations

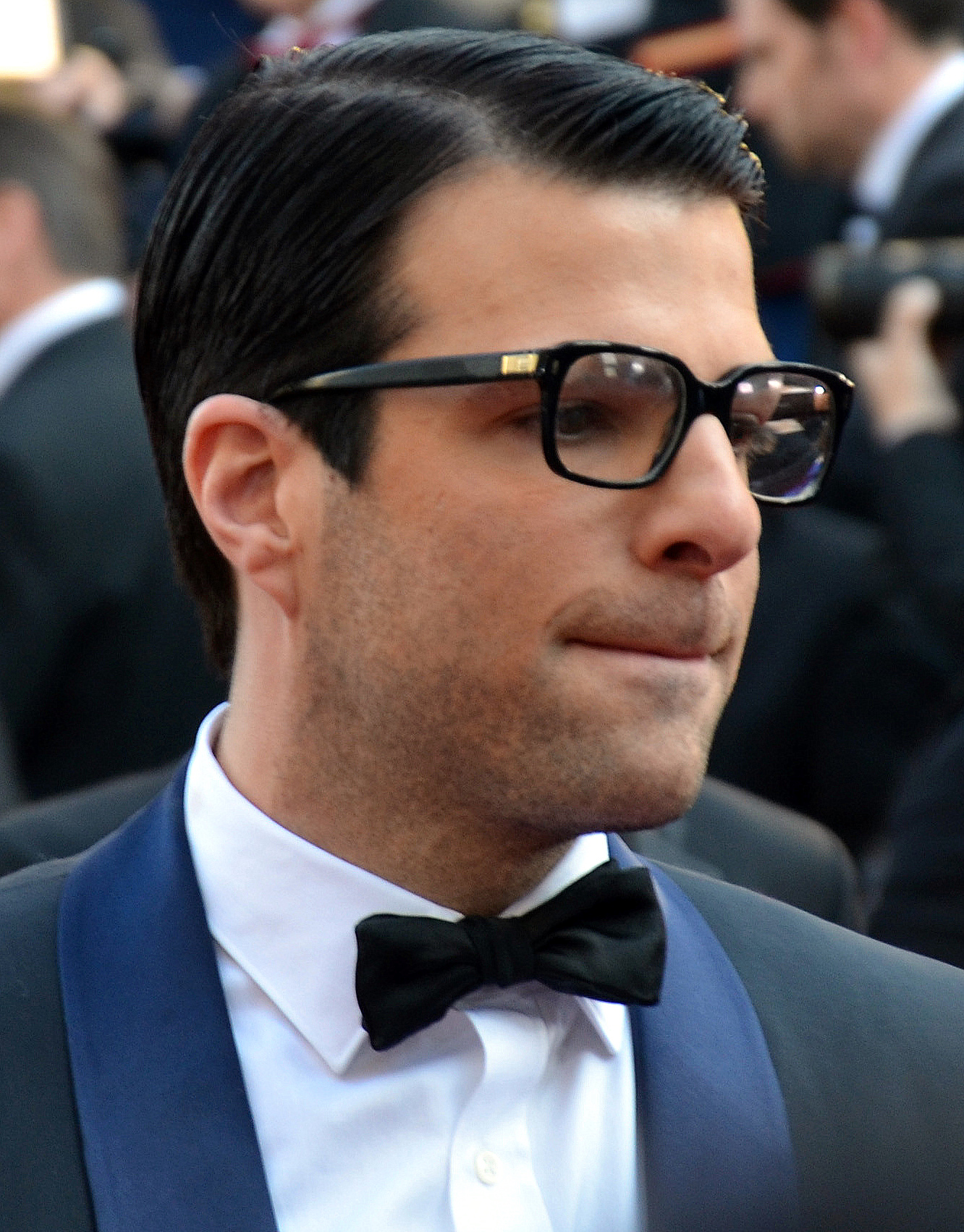
L'acteur aux Oscars 2012, pour Margin Call, où le film est nommé pour le meilleur scénario original.

- 9e cérémonie des Teen Choice Awards 2007 : Meilleur vilain dans une série télévisée de science-fiction pour Heroes (2006-2010).
- 10e cérémonie des Teen Choice Awards 2008 : Meilleur vilain dans une série télévisée de science-fiction pour Heroes (2006-2010).
- 2009 : Scream Awards du meilleur acteur dans un film de science-fiction pour Star Trek (2009).
- 2009 : Teen Choice Awards du meilleur vilain dans une série télévisée de science-fiction pour Heroes (2006-2010).
- 2009 : Teen Choice Awards de la meilleure bagarre dans un film de science-fiction pour Star Trek (2009) partagé avec Chris Pine.
- 2009 : Village Voice Film Poll du meilleur acteur dans un second rôle dans un film de science-fiction pour Star Trek (2009).
- 8e cérémonie des Washington D.C. Area Film Critics Association Awards 2009 : Meilleur e distribution dans un film de science-fiction pour Star Trek (2009) partagée avec Zoe Saldana, Eric Bana, John Cho, Karl Urban, Chris Pine, Bruce Greenwood, Ben Cross, Anton Yelchin, Clifton Collins Jr..
- 2010 : People's Choice Awards de la meilleure révélation masculine dans un film de science-fiction pour Star Trek (2009).
- 2010 : Scream Awards de la meilleure interprétation dans une série télévisée de science-fiction pour Heroes (2006-2010).
- 2010 : Scream Awards du meilleur vilain dans une série télévisée de science-fiction pour Heroes (2006-2010).
- 2010 : SFX Awards du meilleur acteur dans une série télévisée de science-fiction pour Heroes (2006-2010).
- 2010 : SFX Awards du meilleur acteur dans un film de science-fiction pour Star Trek (2009).
- 5e cérémonie des Detroit Film Critics Society Awards 2011 : Meilleure distribution dans un drame pour Margin Call (2011) partagé avec Kevin Spacey, Paul Bettany, Jeremy Irons, Simon Baker, Penn Badgley, Mary McDonnell, Demi Moore, Stanley Tucci et Aasif Mandvi.
- 2011 : Gotham Independent Film Awards de la meilleure distribution dans un drame biographique pour Margin Call (2011) partagé avec Kevin Spacey, Paul Bettany, Jeremy Irons, Penn Badgley, Simon Baker, Mary McDonnell, Demi Moore, Stanley Tucci et Aasif Mandvi.
- 2011 : Indiewire Critics' Poll de la meilleure distribution dans un drame pour Margin Call (2011) partagé avec Kevin Spacey, Paul Bettany, Jeremy Irons, Simon Baker, Penn Badgley, Mary McDonnell, Demi Moore, Stanley Tucci et Aasif Mandvi..
- 12e cérémonie des Phoenix Film Critics Society Awards 2011 : Meilleure distribution dans un drame biographique pour Margin Call (2011) partagé avec Kevin Spacey, Paul Bettany, Jeremy Irons, Penn Badgley, Simon Baker, Mary McDonnell, Demi Moore, Susan Blackwell, Ashley Williams, Stanley Tucci et Aasif Mandvi.
- 16e cérémonie des San Diego Film Critics Society Awards 2011 : Meilleure distribution dans un drame pour Margin Call (2011) partagé avec Kevin Spacey, Paul Bettany, Jeremy Irons, Simon Baker, Penn Badgley, Mary McDonnell, Demi Moore, Stanley Tucci et Aasif Mandvi.
- 10e cérémonie des Washington D.C. Area Film Critics Association Awards 2011 : Meilleure distribution dans un drame pour Margin Call (2011) partagé avec Kevin Spacey, Paul Bettany, Jeremy Irons, Simon Baker, Penn Badgley, Mary McDonnell, Demi Moore, Stanley Tucci et Aasif Mandvi.
- 2012 : Alliance of Women Film Journalists de la meilleure distribution dans un drame pour Margin Call (2011) partagé avec Kevin Spacey, Paul Bettany, Jeremy Irons, Simon Baker, Penn Badgley, Mary McDonnell, Demi Moore, Stanley Tucci et Aasif Mandvi..
- AACTA Awards 2012 : Meilleur film pour Margin Call (2011) partagé avec Robert Ogden Barnum, Michael Benaroya, Neal Dodson, Joe Jenckes et Corey Moosa.
- 11e cérémonie des Central Ohio Film Critics Association Awards 2012 : Meilleure distribution dans un drame biographique pour Margin Call (2011) partagé avec Kevin Spacey, Paul Bettany, Jeremy Irons, Penn Badgley, Simon Baker, Mary McDonnell, Demi Moore, Stanley Tucci et Aasif Mandvi.
- 18e cérémonie des Chlotrudis Awards 2012 : Meilleure distribution dans un drame pour Margin Call (2011) partagé avec Kevin Spacey, Paul Bettany, Jeremy Irons, Simon Baker, Penn Badgley, Mary McDonnell, Demi Moore, Stanley Tucci et Aasif Mandvi.
- 2012 : Gold Derby Awards du meilleur acteur dans un second rôle dans une mini-série ou un téléfilm pour American Horror Story: Murder House (2011).
- 38e cérémonie des Saturn Awards 2012 : Meilleure guest-star dans une série télévisée dans une mini-série ou un téléfilm pour American Horror Story: Asylum (2011).
- 65e cérémonie des Primetime Emmy Awards 2013 : Meilleur acteur dans un second rôle pour American Horror Story: Asylum (2011).
- 2013 : TV Guide Awards du meilleur vilain dans une mini-série ou un téléfilm pour American Horror Story: Asylum (2011).
- 40e cérémonie des People's Choice Awards 2014 : Meilleur duo à l'écran dans un film de science-fiction pour Star Trek Into Darkness (2013) partagé avec Chris Pine.

## Voix françaises
En France, Adrien Antoine est la voix française régulière de Zachary Quinto. Fabrice Josso l'a doublé à trois reprises.
Au Québec, il est régulièrement doublé par François Godin.
En France
| - Adrien Antoine dans : - 24 heures chrono (série télévisée) - Blind Justice (série télévisée) - Heroes (série télévisée) - Star Trek - Margin Call - American Horror Story (série télévisée) - Star Trek Into Darkness - Star Trek (jeu vidéo) - Girls (série télévisée) - The Slap (série télévisée) - Hitman: Agent 47 - Tallulah - Star Trek : Sans limites - Snowden - Hotel Artemis - Unbreakable Kimmy Schmidt (série télévisée) - NOS4A2 (série télévisée) - Little America (série télévisée) - En pleine nature avec Bear Grylls - The Boys in the Band - Invincible (voix, série d'animation) | - Fabrice Josso dans : (les séries télévisées) - Haunted - Espions d'État - Six Feet Under et aussi - Damien Witecka dans Les Médiums (série télévisée) - Emmanuel Garijo dans Les Anges du bonheur (série télévisée) - Laurent Mantel dans Sexe et Dépendances (série télévisée) - François Pacôme dans Lizzie McGuire (série télévisée) - Jean-Bernard Guillard dans Charmed (série télévisée) - Emmanuel Karsen dans Dragnet (série télévisée) - Maurice Decoster dans Le Monde de Joan (série télévisée) - Jérémy Prévost dans Preuve à l'appui (série télévisée) - Thibaut Lacour dans Hannibal (série télévisée) - Olivier Cordina dans High Flying Bird - Paul Borne dans Justice League: Crisis on Infinite Earths Part 1 (voix) - Xavier Fagnon dans Brillant Minds (série télévisée) |

Au Québec
| - François Godin dans : - Star Trek - Marge de manœuvre - Star Trek vers les ténèbres - Tueur à gages : Agent 47 - Star Trek Au-Delà - Snowden |